# Lüneburger Landwehr

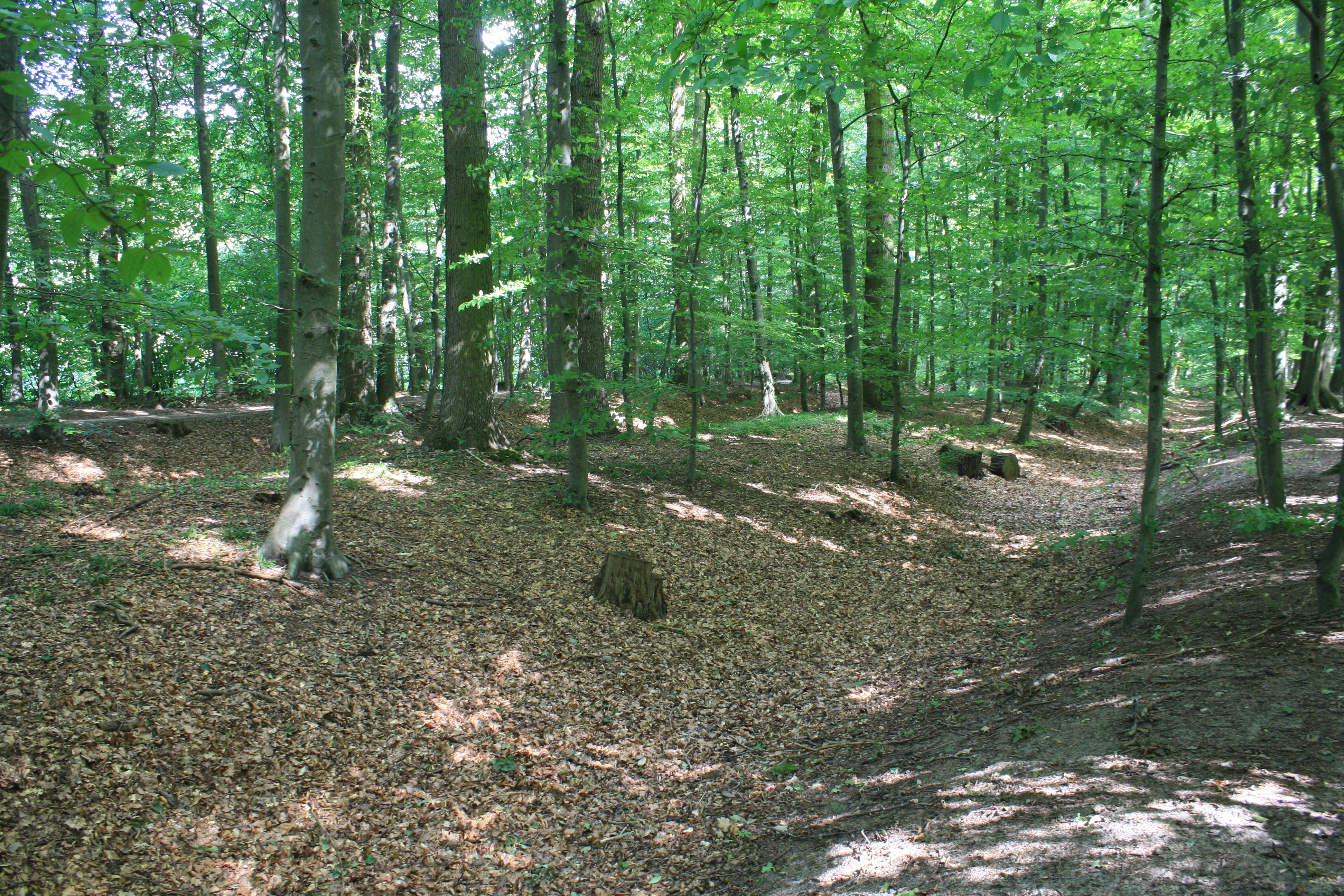
Gräben der Alten Landwehr zwischen Bardowick und Vögelsen

Die Lüneburger Landwehr ist ein System von Landwehrgräben, mit dem die mittelalterliche Stadt Lüneburg vor allem ihr Stapelrecht durchsetzte.

## Zweck der Landwehr
Die Salzstadt Lüneburg besaß seit dem Jahre 1392 das Stapelrecht. Dies bedeutete, dass in einem weiten Umkreis um Lüneburg herum jeder reisende Kaufmann seine Waren zunächst nach Lüneburg bringen musste, um sie dort zu „stapeln“, d. h. zum Verkauf anzubieten hatte, bevor er sie weiterbefördern durfte. Natürlich wollten sich die Kaufleute dem entziehen, und sie verließen mit ihren Fuhrwerken die Hauptstraßen und versuchten, auf Seitenwegen die Stadt zu umfahren. Um die Kaufleute an der Umfahrt von Lüneburg zu hindern, wurden deshalb westlich und östlich der Stadt Landwehren angelegt. Die Lüneburger Landwehren spielten somit eine wichtige Rolle in der Lenkung des Handelsverkehrs.

## Aufbau und Verlauf
Bei den Lüneburger Landwehren handelte es sich um dicht bepflanzte, unpassierbare Erdwälle, die durch Wassergräben getrennt waren. Wenn möglich, wurden natürliche Wasserläufe aufgestaut und in die Anlagen eingegliedert. Es existierten nur wenige, leicht zu kontrollierende Durchlässe, von denen einige mit Wachttürmen gesichert waren.

### Alte Landwehr
Die Alte Landwehr wurde von 1397 bis 1406 etwa 4 Kilometer westlich der Lüneburger Stadttore errichtet. Die Landwehr bestand aus bis zu fünf Erdwällen, die durch bis zu zwei Meter tiefe Wassergräben getrennt waren. An der Ilmenau bei der Goseburg in Lüneburg beginnend, führte die Landwehr zunächst südlich von Bardowick westwärts bis in die Gegend von Vögelsen. Hier knickte sie nach Süden ab und führte westlich an Reppenstedt vorbei bis zum Hasenburger Bach. Von da an verlief sie an dem aufgestauten Wasser entlang bis zur Roten Schleuse an der Ilmenau. Bei den Kontrollposten südlich von Bardowick und bei Reppenstedt wurden Wachttürme installiert, ein weiterer noch heute erhaltener Wachtturm am Hasenburger Bach wurde zwischen 1450 und 1480 errichtet.

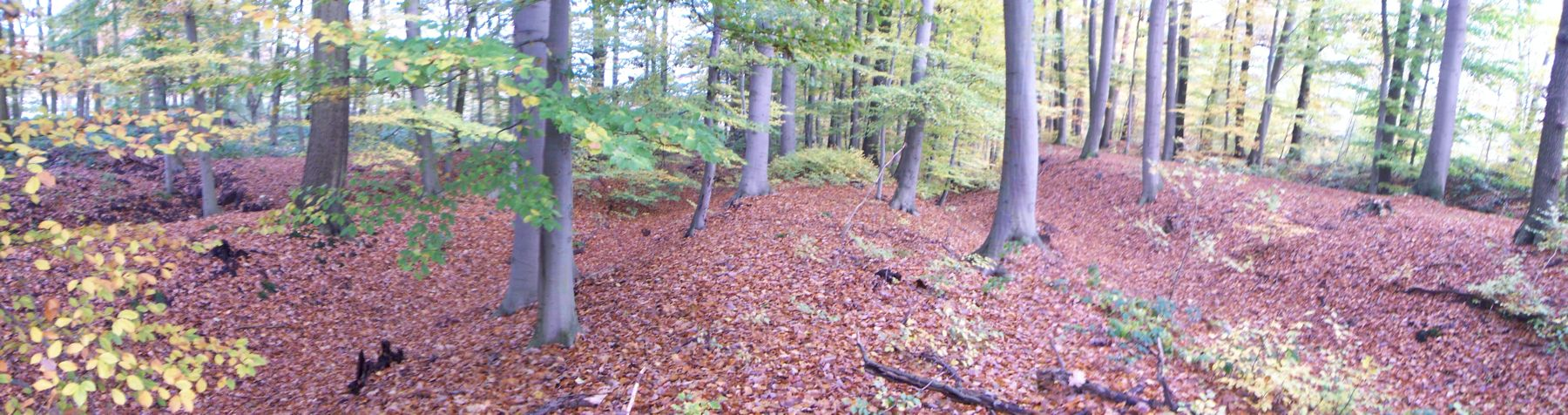
Ein Abschnitt der Alten Landwehr bei Reppenstedt, westlich von Lüneburg

Um 1700 erstellte Wegebeschreibungen belegen, dass die Landwehr beim Kontrollposten am Hasenburger Bach von der über Häcklingen, Melbeck und Ebstorf nach Celle führenden Straße passiert wurde. Eine weitere Straße nach Celle führte über Embsen, Betzendorf und Wulfsode. Auch die Post nach Ebstorf nahm ihren Weg über den Hasenburger Kontrollposten, und ebenso verlief hier der Frachtwagenweg nach Braunschweig. Ein Schlagbaum zwang die Reisenden zum Halten.
Bis heute sind die Erdwälle und Gräben der Alten Landwehr gut erhalten. Einen besonderen Eindruck über den Aufbau und die Größe der Anlage bietet der bewaldete Abschnitt zwischen Reppenstedt und Bardowick. Ein unbefestigter Waldweg ermöglicht es, die gesamte Strecke zu bewandern.

### Neue Landwehr
Etwa 70 Jahre nach der Fertigstellung der Alten Landwehr entschied der Lüneburger Rat, eine weitere Landwehr anzulegen. Die sogenannte Neue Landwehr wurde von 1479 bis 1484 etwa 5 Kilometer östlich von Lüneburg errichtet und bestand aus einem 2 Meter hohen und 6 Meter breiten Erdwall, der auf beiden Seiten von etwa 1,5 Meter hohen Wällen begleitet wurde. Die Landwehr reichte ursprünglich von Rullstorf in südlicher Richtung über Neu Wendhausen bis zum sumpfigen Gelände am Dieksbach bei Deutsch Evern. Bei Neu Wendhausen und östlich von Deutsch Evern am Dieksbach wurden Wachttürme errichtet.

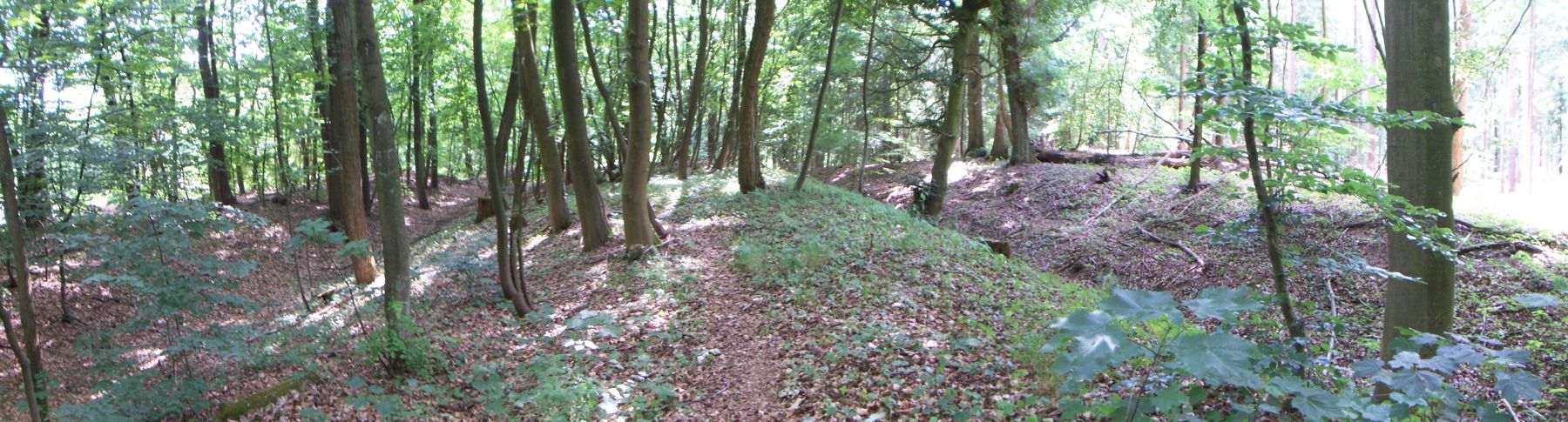
Ein Abschnitt der Neuen Landwehr bei Neu Wendhausen, östlich von Lüneburg

Für den Bau der Erdwälle bestand großer Bedarf an Bodenaushub. Das Erdreich wurde natürlich nicht über weite Strecken transportiert, sondern vor Ort entnommen. So entstand beim Anlegen der Erdwälle in der Nähe von Rullstorf der große Osterteich, der aufgestaut mit in die Landwehr eingegliedert wurde. Der Osterteich verlandete jedoch innerhalb von 300 Jahren und es entwickelte sich ein Wald an dessen Stelle.
Auch die Erdwälle der Neuen Landwehr sind bis heute auf großen Strecken gut erhalten. Sie verlaufen größtenteils durch Waldgebiete und sind stellenweise dicht bewachsen.

### Kartierung

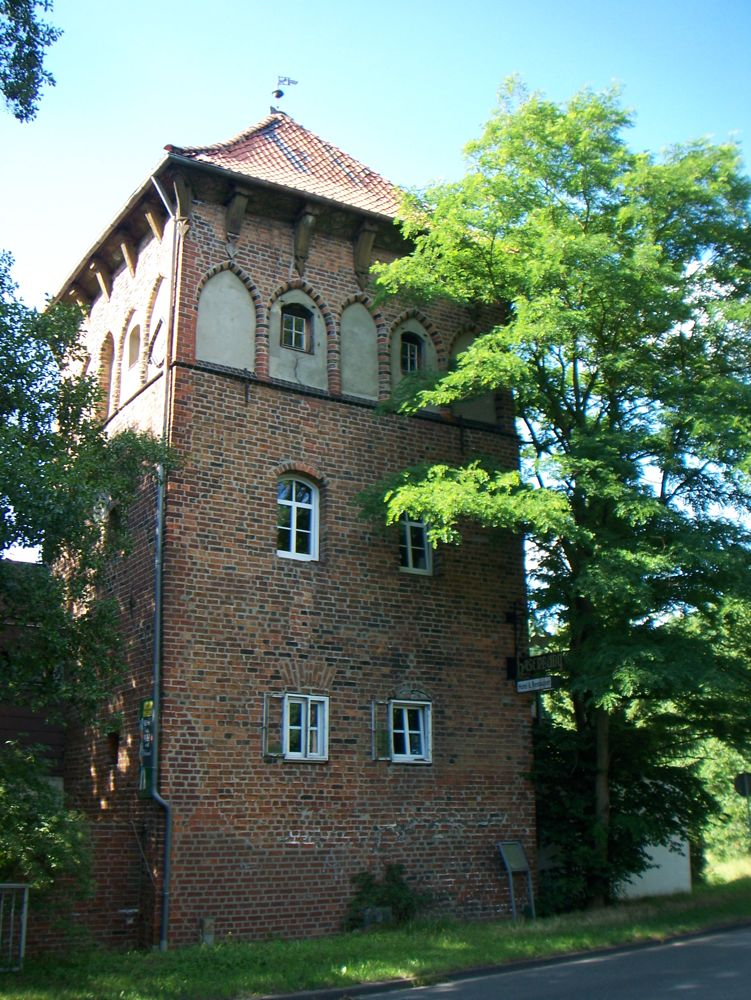
Der Wachtturm der Alten Landwehr am Hasenburger Bach südlich von Lüneburg

Die Lüneburger Landwehren wurden von Daniel Freese kartiert:
- 1580 Abriss der Lüneburger Landwehr mit den neuen Grenzen der Lüneburger Gerichtshoheit. (Hauptstaatsarchiv Hannover, Kartenabteilung 31 k/1pm)
- 1576 Abriss der Lüneburger Landwehr mit den beanspruchten Grenzen der Lüneburger Gerichtshoheit. (Hauptstaatsarchiv Hannover, Kartenabteilung 31 k/37pk; Papier, Bleistift und Federzeichnung, aquarelliert, 41 × 30,5 cm, Maßstab etwa 1:65000)

## Sonstiges
In der Mitte des 14. Jahrhunderts entstand zum Schutz der Stadt Hannover die Hannoversche Landwehr als vorgeschobenes Befestigungssystem. Das erste, etwa 8 km lange Teilstück wurde um 1341 errichtet und ebenfalls als „Lüneburger Landwehr“ bezeichnet.